# Японская ролевая игра
Японская ролевая игра (англ. Japanese role-playing game или JRPG) — поджанр, выделяемый среди компьютерных ролевых игр. Игры этого жанра имеют схожие, узнаваемые особенности стиля, подачи сюжета и игровой механики, разительно отличающие их от RPG «западного образца» (англ. Western-style RPG).
Большинство таких игр было разработано в Японии и в первую очередь для внутреннего японского рынка для игровых приставок. Первой игрой поджанра JRPG считается Dragon Slayer, вышедшая в Японии в 1984 году и имеющая множество продолжений и подражателей. Западному миру поджанр JRPG стал знаком в 1986 году с выходом на игровой приставке Nintendo Entertainment System игры Dragon Quest. К современным японским ролевым играм относятся популярные серии Final Fantasy, Pokemon, Megami Tensei, Digimon world, Tales и Persona.
Определение игр как «японских» не ограничивается страной выпуска игры: так, некоторые выпущенные в США и Европе компьютерные ролевые игры описывались как игры «в духе JRPG».

## Номенклатура
Принятый в русскоязычном игровом сообществе термин JRPG указывает, в первую очередь, на страну происхождения игры — бо́льшая часть игр этого поджанра действительно разрабатывается в Японии (несмотря на существование JRPG неяпонского происхождения). Поскольку наиболее популярной игровой платформой в Японии являются консоли, большинство JRPG существует именно на консолях — отсюда другой термин: «приставочные ролевые игры» или «консольные ролевые игры» (англ. Console Role-Playing Game). Как правило, в англоязычной игровой прессе используется именно последнее наименование. Оно нередко является причиной определённой путаницы, так как многие компьютерные ролевые игры издаются как на персональных компьютерах, так и на игровых консолях.
Наименование «японская ролевая игра» также порождает некоторую путаницу, так как тем же самым названием нередко описывают и разработанные в Японии настольные ролевые игры.

## Характерные особенности

### Сюжет
Как правило, JRPG обладают развитым, насыщенным событиями и неожиданными поворотами, более или менее линейным сюжетом, «ведущим» за собой игрока. Предполагается, что игрок внимательно следит за развитием сюжета и получает удовольствие от наблюдения за его перипетиями; в этом JRPG ближе к литературе и кинематографу, чем к компьютерным ролевым играм. Основным методом подачи сюжета в JRPG являются разыгрываемые на движке игры сцены или видеоролики, зачастую весьма продолжительные: так, в Xenosaga Episode I: Der Wille zur Macht длительность некоторых неинтерактивных сюжетных сцен превышает 45 минут.
Как правило, сюжет достаточно линеен и игрок не может оказать на его развитие большого влияния. В некоторых JRPG (например, Final Fantasy VII, Tales of Symphonia) есть несколько альтернативных линий развития сюжета; выбор той или иной сюжетной линии зависит от поведения игрока в нескольких ключевых точках игры. В некоторых JRPG — например, Chrono Trigger, Chrono Cross, Vandal Hearts II — есть несколько альтернативных концовок, выбор между которыми также зависит от действий игрока.
Сюжеты JRPG могут напоминать сюжеты японских аниме и манги — они также строятся на приключениях ярких, безусловно положительных персонажей, которых можно проассоциировать с самим наблюдателем. Зачастую в центр сюжета игры выносится эпическое, затрагивающее всю вселенную противостояние сил «добра» и «зла», и находящиеся на стороне «добра» игровые персонажи должны предотвратить всеобщий апокалипсис.

### Мир
За редкими исключениями действие JRPG разворачивается в вымышленных мирах — обычно для каждой игры разрабатывается собственная вселенная со своими географией, историей и мифологией. Обычно по ходу развития сюжета герои полностью обследуют игровой мир и нередко спасают его от уничтожения. Наиболее традиционным для JRPG, особенно ранних, является фэнтезийный средневековый мир с магией, королевствами и мифическими монстрами (например, драконами) в качестве врагов. Существуют JRPG-игры, действие которых происходит в научно-фантастических, постапокалиптических или технопанковских вселенных, но обычным для современной JRPG является вымышленный эклектичный мир, содержащий разнородные, причудливо смешанные элементы. Тем не менее, есть и исключения. Так действие серии Shadow Hearts разворачивается в Европе начала XX века, действие серии Megami Tensei — в современной Японии, а серия Mother (начатая в 1989 игрой Mother и получившая известность благодаря последовавшему сиквелу EarthBound / Mother 2) предлагала игрокам роль современного подростка, живущего в стране под названием Eagleland (аллюзия на США) и вовлеченного в спасение мира от уничтожения.

### Персонажи
В отличие от CRPG, игрок в JRPG обычно не имеет возможности создавать перед началом игры игрового персонажа, вместо этого предлагается герой или группа героев с уже определёнными характерами, внешностью и предысторией (некоторым послаблением выглядит традиционная для JRPG возможность произвольным образом изменять имена героев при их первом появлении в сюжете). Игрок очень слабо влияет на их поведение в рамках сюжета — игровые персонажи действуют в соответствии со своими характерами и желаниями (то есть замыслом разработчиков).
Хотя в некоторых играх, например, Vagrant Story, Brave Fencer Musashi, Alundra, Threads of Fate, Legend of Mana, игрок управляет одним персонажем, в основной массе JRPG игрок контролирует группу из нескольких героев. Обычно игроку предоставляется роль менеджера команды (т. н. «Bunch of Kids»). Во многих играх число доступных игровых персонажей больше, чем максимально допустимое для участия в сражениях: 8 в Final Fantasy X, 6 в Final Fantasy XII, 45 в Chrono Cross. В начале игры группа невелика, но по мере развития сюжета к ней присоединяются всё новые и новые персонажи. В большинстве случаев игрок не может отказаться от их присоединения — как правило, лишь немногие персонажи являются опциональными, «по выбору»; полное же управление персонажами — например, возможность исключить героя из отряда — появляется крайне редко (Final Fantasy Tactics, Saga Frontier). Хотя в сюжетных сценах участвует вся группа, в бою принимает участие именно три-четыре героя, прочие остаются «резервными»; замены в боевой части группы обычно можно производить в любой момент игры, кроме боёв. В локациях вне боя группа зачастую обозначается всего лишь одним ведущим персонажем, либо спутники следуют за лидером отряда шаг в шаг.
Как правило, главный герой игры (если его можно выделить четко) не является «чистым листом», подобно главным героям западных компьютерных ролевых игр — это самостоятельный персонаж с собственными внешностью, характером и мировоззрением, играющий в сюжете определённую роль и определённым образом связанный с другими персонажами.
В JRPG большое внимание уделяется взаимоотношениям персонажей и развитию их характеров, зачастую каждому из персонажей посвящается отдельная часть (глава) сюжета. Большое влияние на сюжет обычно имеет детально разрабатываемая любовная линия — романтические отношения между игровыми персонажами (например, Скволл и Риноа в Final Fantasy VIII). Сюжет же зачастую определяют практически неконтролируемые игроком отношения героев с неигровыми персонажами.
Развитие персонажей обычно ведется схожим с многими компьютерными ролевыми играми образом — каждому герою приписывается определённый «уровень», которому прямо пропорциональны все характеристики героя. За победу над противниками в боях даются очки опыта, по начислении определённого количества очков опыта уровень героя повышается, соответственно, повышаются и все его характеристики.
Как правило, развитие персонажей очень жёстко ограничивается их образами, например, у героя, являющегося по сюжету рыцарем или кулачным бойцом, более интенсивно прирастают характеристики силы и HP («хит-пойнтов», очков здоровья), у героя-мага — характеристики магии и MP (очков магии). Различные навыки и способности также зачастую жёстко закреплены за определёнными персонажами — например, воровать вещи у врагов может только персонаж-вор по сюжету, а наносить сверхмощные удары мечом лишь персонаж-рыцарь. Однако во многих JRPG вводятся собственные системы настройки способностей, позволяющие гибко настраивать навыки и способности персонажей — например, система связок в Final Fantasy VIII, сетка сфер в Final Fantasy X или система «элементов» в Chrono Cross.

### Передвижение по миру
Традиционной для JRPG является двухуровневая система передвижения по миру. Основным уровнем является так называемая «карта мира» (англ. worldmap). Он представляет собой обширную (часто трёхмерную) карту страны, континента или планеты со схематически обозначенными локациями — городами, замками, пещерами и прочим. По «карте мира» передвигается столь же символически изображённая группа героев (обычно один ведущий герой). Если герой подходит по «карте мира» к локации, действие смещается на другой уровень — в собственно локацию, где масштабы обстановки (домов, деревьев, проходов и т. д.) уже соответствуют реальным. В некоторых играх по карте мира нельзя свободно передвигаться — можно лишь выбирать нужную локацию из доступного списка; или же карта мира отсутствует, а все локации прямо связаны друг с другом.
Обычно в начале игры передвижение по карте мира жёстко ограничено естественными препятствиями наподобие морей, рек и гор, пограничных постов, которые не позволяют игроку обследовать игровой мир полностью. Однако по мере развития сюжета препятствия либо удаляются, либо игрок получает в распоряжение транспортные средства и прочие возможности для преодоления препятствий.

### Геймплей
JRPG, как и многие компьютерные ролевые игры, построены по принципу выполнения цепочки квестов. Игрок, перемещая группу героев в игровом пространстве, должен выполнять задания, часто по сути аналогичные заданиям в настольных ролевых играх — например, пройти через локацию к определённой точке, победить некоего противника, найти какой-либо предмет и т. п. (хотя в рамках сюжета эти задания могут быть облечены в увлекательную форму).
Практически любая JRPG построена также и вокруг многочисленных боев с управляемыми ИИ противниками. Бои обычно являются пошаговыми, хотя в некоторых JRPG (например, в сериях Seiken Densetsu и Tales of) бои происходят в реальном времени. Наиболее популярными в JRPG являются следующие боевые системы:
- пошаговая — Count Time Battle (все участники боя ходят строго по очереди);
- Active Time Battle (каждый участник боя имеет свой таймер, обнуляющийся после хода, и ходит только тогда, когда шкала таймера заполняется).

В обоих случаях действие боя приостанавливается на время выбора игроком действия.
Сами бои выглядят по сравнению с компьютерными ролевыми играми довольно абстрактно. Управление всеми бойцами зачастую ведется через серии меню, в которых надо выбирать опции наподобие «атаковать», «защищаться», «применить магию» и т. п. Нередко герои и их противники большую часть времени не передвигаются по полю боя, а стоят друг против друга, лишь подбегая или подскакивая для удара и сразу же возвращаясь на место. При этом анимация самих ударов, способностей, поведения героев и их противников может быть достаточно зрелищной и продолжительной по времени. После боя подводятся его итоги, начисляются очки опыта, объявляются полученные за победу предметы, деньги и т. п.
Весьма традиционной для JRPG является система случайных встреч, при которой простые бои начинаются произвольно (игрок не видит врагов) во время передвижения по карте (мировой, локации) и выносятся на отдельное поле боя, где начинается пошаговая битва между группой героев и отрядом монстров. В некоторых играх, таких как Chrono Trigger, противники на карте видны.